# Solkwitz
Solkwitz är en kommun och ort i Saale-Orla-Kreis i förbundslandet Thüringen i Tyskland.
Kommunen ingår i förvaltningsgemenskapen Oppurg tillsammans med kommunerna Bodelwitz, Döbritz, Gertewitz, Grobengereuth, Langenorla, Lausnitz, Nimritz, Oberoppurg, Oppurg, Quaschwitz, Weira och Wernburg.